# One More Night (Dinah Nah-låt)
One More Night är en låt av svenska sångerskan Dinah Nah. Låten skrevs av Dinah Nah själv tillsammans med Thomas G:son, Jimmy Jansson och Dr. Alban. Den deltog i Melodifestivalen 2017 och placerade sig på femte plats i den första semifinalen den 4 februari 2017.

## Låtlista
| 1. | One More Night | 3:02 |